# 児野楓香
児野 楓香（この ふうか、1998年1月15日 - ）は、愛知県春日井市出身の女子サッカー選手。愛媛FCレディース所属。ポジションはフォワード。

## 経歴

### ユース
兄の影響で春日井市立岩成台西小学校2年の時にサッカーを始めた。男子サッカークラブのシルフィードFCジュニアに所属。小学校5.6年の2年間は名古屋FCレディースに所属した。
2009年、フットサル、キヤノンカップ2008、2009に出場。2009年には全国優勝、優秀選手に選ばれる。
2010年、第23回全国少年少女草サッカー大会に名古屋FCレディース所属で出場全国2位、得点王となる。
2010年、春日井市立岩成台中学校時代も兄と同じ男子クラブチーム名古屋フットボールクラブのセレクションに合格し、3年間男子サッカーの中で女子一人所属。
2012年、中学生で第67回国民体育大会に愛知県代表で参加結果4位。
2013年、中学校卒業後、藤枝順心高校に進学、1年時は第23回全日本高等学校女子サッカー選手権大会準優勝。
2014年、第23回全日本高等学校女子サッカー選手権大会3位。
2015年、第24回全日本高等学校女子サッカー選手権大会優勝、直前の怪我が心配されたが藤枝順心高校を優勝に貢献、得点王となる。
2016年、日本体育大学に進学、教員の免許取得を目指すと共に、日体大FIELDS横浜に所属、なでしこリーグに（初）参加しながら、全日本大学女子サッカー選手権大会にも参加。
2019年　全日本大学女子サッカー選手権大会大学4年時には大学選手権でも優勝。怪我を乗り越えチームを優勝に貢献。

### シニア
2020年、日本体育大学卒業とともに、アルビレックス新潟レディースに入団。同年12月になでしこチャレンジトレーニングキャンプに選出。
2025年1月21日、同月末をもってアルビレックス新潟レディースを退団することを発表した。同年2月15日、愛媛FCレディースへの完全移籍加入が発表された。

### 代表
2013年、AFC U-16女子選手権に出場。
2014年、藤枝順心の1学年上の杉田妃和と共にFIFA U-17女子ワールドカップ（コスタリカ）に出場、スペインとの決勝で試合を決定づける決勝点となるゴールを上げ、チームに貢献した。
2017年、AFC U-19女子選手権(中国・南京)に出場。
2018年、FIFA U-20女子ワールドカップ（フランス）に出場。

## 個人成績

### クラブ
| 国内大会個人成績 | 国内大会個人成績             | 国内大会個人成績 | 国内大会個人成績 | 国内大会個人成績 | 国内大会個人成績 | 国内大会個人成績 | 国内大会個人成績 | 国内大会個人成績 | 国内大会個人成績 | 国内大会個人成績 | 国内大会個人成績 |
| 年度             | クラブ                       | 背番号           | リーグ           | リーグ戦         | リーグ戦         | リーグ杯         | リーグ杯         | オープン杯       | オープン杯       | 期間通算         | 期間通算         |
| 年度             | クラブ                       | 背番号           | リーグ           | 出場             | 得点             | 出場             | 得点             | 出場             | 得点             | 出場             | 得点             |
| 日本             | 日本                         | 日本             | 日本             | リーグ戦         | リーグ戦         | リーグ杯         | リーグ杯         | 皇后杯           | 皇后杯           | 期間通算         | 期間通算         |
| ---------------- | ---------------------------- | ---------------- | ---------------- | ---------------- | ---------------- | ---------------- | ---------------- | ---------------- | ---------------- | ---------------- | ---------------- |
| 2013             | 藤枝順心高校                 | 22               | -                | -                | -                | -                | -                | 1                | 0                | 1                | 0                |
| 2014             | 藤枝順心高校                 | 19               | -                | -                | -                | -                | -                | 3                | 2                | 3                | 2                |
| 2015             | 藤枝順心高校                 | 10               | -                | -                | -                | -                | -                | 2                | 1                | 2                | 1                |
| 2016             | 日体大FIELDS横浜             | 17               | なでしこ2部      | 15               | 2                | 8                | 1                | 2                | 1                | 25               | 4                |
| 2017             | 日体大FIELDS横浜             | 18               | なでしこ2部      | 13               | 2                | 5                | 1                | 0                | 0                | 18               | 3                |
| 2018             | 日体大FIELDS横浜             | 18               | なでしこ1部      | 17               | 4                | 6                | 2                | 1                | 0                | 24               | 6                |
| 2019             | 日体大FIELDS横浜             | 9                | なでしこ1部      | 13               | 6                | 2                | 0                | 0                | 0                | 15               | 6                |
| 2020             | アルビレックス新潟レディース | 9                | なでしこ1部      | 14               | 6                | -                | -                | 4                | 3                | 18               | 8                |
| 2021-22          | アルビレックス新潟レディース | 9                | WE               | 16               | 2                | -                | -                | 1                | 0                | 17               | 2                |
| 2022-23          | アルビレックス新潟レディース | 9                | WE               | 1                | 0                | 0                | 0                | 3                | 0                | 4                | 0                |
| 2023-24          | アルビレックス新潟レディース | 9                | WE               | 5                | 1                | 0                | 0                | 1                | 0                | 6                | 1                |
| 2024-25          | アルビレックス新潟レディース | 9                | WE               | 3                | 0                | 1                | 0                | 3                | 0                | 7                | 0                |
| 2025             | 愛媛FCレディース             | 25               | なでしこ1部      |                  |                  | -                | -                |                  |                  |                  |                  |
| 通算             | 日本                         | 日本             | 1部              | 69               | 19               | 9                | 2                | 13               | 3                | 91               | 24               |
| 通算             | 日本                         | 日本             | 2部              | 28               | 4                | 13               | 2                | 2                | 1                | 43               | 7                |
| 通算             | 日本                         | 日本             | その他           | -                | -                | -                | -                | 6                | 3                | 6                | 3                |
| 総通算           | 総通算                       | 総通算           | 総通算           | 97               | 23               | 22               | 4                | 21               | 7                | 140              | 34               |

- 日本女子サッカーリーグ
  - 初出場 - 2016年3月27日 なでしこリーグ2部 第1節 セレッソ大阪堺レディース戦 (ニッパツ三ツ沢球技場)[7]
  - 初得点 - 2016年4月29日 なでしこリーグ2部 第6節 愛媛FCレディース戦 (愛媛県総合運動公園球技場)[7]

- WEリーグ
  - 初出場 - 2021年9月12日 第1節 AC長野パルセイロ・レディース戦 (デンカビッグスワンスタジアム)[8]
  - 初得点 - 2022年3月13日 第13節 AC長野パルセイロ・レディース戦 (長野Uスタジアム)[8]

### 代表

#### 主な出場大会
- U-16日本女子代表
  - 2013年 - AFC U-16女子選手権

- U-17日本女子代表
  - 2014年 - FIFA U-17女子ワールドカップ

- U-19日本女子代表
  - 2017年 - AFC U-19女子選手権

- U-20日本女子代表
  - 2018年 - FIFA U-20女子ワールドカップ

## タイトル

### クラブ
- 藤枝順心高等学校
  - 全日本高等学校女子サッカー選手権大会: 2回 (2011、2012)

### 代表
- U-16日本女子代表
  - AFC U-16女子選手権: 1回 (2013)
- U-17日本女子代表
  - FIFA U-17女子ワールドカップ: 1回 (2014)
- U-19日本女子代表
  - AFC U-19女子選手権: 1回 (2015)
- U-20日本女子代表
  - FIFA U-20女子ワールドカップ: 1回 (2018)